# Antonio Jerocades
Antonio Jerocades (né le 1er septembre 1738 à Parghelia et mort le 25 novembre 1803 à Tropea) est un abbé, patriote et poète italien.

## Biographie
Destiné par ses parents à une carrière ecclésiastique, Antonio Jerocades étudie au séminaire de Tropea . Il se distingue par sa capacité précoce à composer des vers inspirés, comme l'a rappelé Benedetto Croce, dans le Metastasio . En 1759, il ouvre une école privée dans sa ville natale. Pendant cette période, il a écrit le Saggio dell'umano sapere (ou essai des Lumières sur la connaissance humaine), qui a ensuite été publié à Naples, et une composition dramatique, La partenza delle Muse (Le départ des muses), publiée à Messine en 1765.
En 1765, il s'installe à Naples. Sur la recommandation d'Antonio Genovesi, avec qui il avait établi une correspondance, il a été engagé au " Collegio Tuziano " de Sora comme professeur d'idéologie. Jerocades y a également composé des pièces, dans lesquelles transparaissent ses idées démocratiques apportées par la fréquentation des cercles maçonniques napolitains. Selon le clergé de Sorano, ces œuvres ne plaisaient pas aux jeunes du collège, à tel point qu'avant la représentation du drame Il ritorno di Ulisse (Le Retour d'Ulysse) qui se déroule durant le carnaval de 1770), qui contenait des interludes ridicules et anticléricaux, dans Pulcinella da Quacquero en particulier, l'évêque de Sora a publié un édit de censure : un procès a suivi pour hérésie et sédition, avec l'emprisonnement de l'intellectuel dans la prison épiscopale . Libéré après sept mois, en 1771, il quitte Sora pour retourner à Naples, où il devient populaire en tant que poète adepte de l'improvisation. En 1775, cependant, il est en Calabre : il s'y consacre à la composition des recueils Quaresimale poetico (Carême poétique) et La lira focense, témoignage de ce que Piromalli appelait «Lumières maçonniques» .
De retour à Naples, il obtient d'abord la chaire de philologie (1791) puis celle d'économie et de commerce (1793) à l'Université de Naples. À cette époque, il fonde, avec Carlo Lauberg, la Société Patriotique Napolitaine, un groupe qui rassemble les principaux représentants du jacobinisme et de l'anti-juridictionnalisme napolitain (qui visait en fait à constituer une république et à limiter l'ingérence de l'Église dans les affaires politiques). Cela fut la cause de son emprisonnement à Castel dell'Ovo et de son procès, en 1795, pour apostasie, mais il a rapidement retrouvé sa liberté, ayant décidé de se rétracter . À cause du conflit interne provoqué par un tel choix, en 1799 il soutint activement les idées révolutionnaires qui, à la suite de la brève expérience de la République napolitaine (1799), lui coûtèrent à nouveau la prison, et donc l'exil à Marseille.
Rentré à Naples en 1801, grâce à l'amnistie prévue par la paix de Florence, Jerocades compose l' éloge de son père Andrea et de son frère Vincenzo, ce qui le fit incarcérer dans le couvent des Liguorini de Tropea, où il meurt .

## Œuvres principales
- Esercizii spirituali in compendio ossia il filosofo in solitudine, (Exercices spirituels dans le recueil ou le philosophe dans la solitude), Naples, (manuscrit à la bibliothèque de la Société d'histoire napolitaine de Naples)
- Il Paolo, o sia l'umanità liberata (Paolo, ou que l'humanité libérée) poème d'Antonio Jerocades, Naples: par Giuseppe Maria Porcelli, 1783
- Inni di Orfeo esposti in versi volgari (Hymnes d'Orphée exposés en vers vulgaires), Naples, après 1785
- La gigantomachia, ovvero La disfatta de' giganti (La gigantomachie, ou La défaite des géants), Naples: 1791
- La lira focense, Naples: vendu par Gennaro Fonzo, Strada Forcella n. 20, 1784
- Olinto et Sofronia, drame d'Antonio Jerocades, dedic. 1777
- Prière pour l'ouverture de l'École d'économie et de commerce de Naples: sn, 1793
- Orazione recitata ne' funerali solenni di Marcello Accorinti morto in Messina nel terremoto de' 5 febraio (sic) dell'anno 1783 (Discours prononcé lors des funérailles solennelles de Marcello Accorinti décédé à Messine lors du tremblement de terre du 5 février de l'année 1783) Naples, 1783
- Phaedrus, Esopo alla moda, ovvero delle fauole di Fedro, Parafrasi Italiana di Antonio Jerocades, à Naples: à la Porsile, 1779
- Quintus Horatius Flaccus, Le odi di Q. Orazio Flacco esposte in versi volgari da Antonio Jerocades (Les odes de Q. Orazio Flacco exposés en vers vulgaires d'Antonio Jerocades), Naples, [1787]
- Pindarus, Les odes de Pindare traduites et exposées en vers vulgaires par Antonio Jerocades, Naples: par Nicola Russo, 1790